# Coitus reservatus
Ne doit pas être confondu avec coitus interruptus.
Le coitus reservatus, également appelé étreinte réservée ou karezza, est une pratique sexuelle au cours de laquelle, lors d'une pénétration, le partenaire pénétrant ne tente pas d'éjaculer à l'intérieur de la personne pénétrée, mais s'emploie au contraire à retarder autant que possible le moment de l'éjaculation, voire à l'éviter complètement.

## Technique
La pratique du coitus reservatus revient à prolonger la phase de plateau du plaisir pour les deux partenaires, et peut permettre à au moins l'un des partenaires d'atteindre l'orgasme une ou plusieurs fois.
Le coitus reservatus peut aussi être utilisé comme une technique rudimentaire de contrôle des naissances, au même titre que le coït interrompu, mais son efficacité est tout aussi problématique en l'absence d'autre moyen de contraception.

## Histoire du concept
Le coitus reservatus a été pratiqué en Chine ancienne et peut-être dans l'Inde ancienne. En Occident, la pratique du coitus reservatus est évoquée pour la première fois aux États-Unis par John Humphrey Noyes, un socialiste utopiste qui intègre cette pratique sexuelle aux valeurs qu'il développe pour sa communauté d'Oneida : en 1872, dans son pamphlet Male Continence, il présente les bienfaits de la rétention de l'éjaculation chez l'homme. Le concept est repris par la gynécologue Alice Bunker Stockham, qui lui consacre un livre, Karezza, en 1896 ; elle aborde également cette pratique sous un angle ésotérique, mais de façon plus pragmatique, en la présentant comme bénéfique pour l'entente spirituelle au sein des couples et propice à un meilleur contrôle des naissances.
Au XXᵉ siècle, le tantrisme s'étant propagé en occident, certaines écoles de tantra conseillent à leurs adeptes ces pratiques, sous la notion plus vaste de "continence sexuelle" ou "continence érotique" au sein de l'érotisme sacré, car elle permet de conserver l'énergie en soi afin de l'utiliser pour son propre développement spirituel.

## Dans la religion catholique romaine
En 1949, les éditions de l'Association du mariage chrétien publient un ouvrage Art d'aimer et continence conjugale. Rencontrant un large écho, ce livre provoque une véritable tempête dans le monde catholique français. Son auteur, Paul Chanson, patron chrétien-social du Nord, y fait l'éloge de la volupté conjugale mais surtout la promotion de l'« étreinte réservée » (que des confesseurs lui avaient indiquée en 1940). Publié avec l'imprimatur et bénéficiant d'une postface d'un théologien dominicain du Saulchoir, le père Féret, l'ouvrage rencontre toutefois vite l'opposition de la hiérarchie catholique qui finit par imposer à l'éditeur la suppression de l'indication de cet imprimatur (il ne s'agit donc nullement, du moins formellement, d'une mise à l'index).
Devant cette hostilité Paul Chanson décidera de soutenir ses idées dans un cadre non confessionnel d'abord avec la publication en 1950 de l'Accord charnel aux éditions du Levain, maison d'édition fondée par Paul Truchot. Avec celui-ci il fonde ensuite le mouvement Orphée dans un but d'éducation sexuelle auprès des jeunes.
Paul Chauchard publiera également aux éditions du Levain un ouvrage sur le sujet.
Le coitus interruptus est évoqué par les textes prescriptifs catholiques sous le nom d'« étreinte réservée ». Au début des années 1950, lorsque certains ouvrages de catholiques, d’ailleurs bien intentionnés, présentèrent l’étreinte réservée comme une solution possible, sur le plan du couple, au problème des naissances, le Pape Pie XII réagit défavorablement par l’avertissement du Saint-Office du 30 juin 1952.
Après avoir blâmé les écrivains qui avaient décrit sans pudeur, approuvé et conseillé cette façon d’agir, le Saint Office ajoutait : « Quant aux prêtres, dans le ministère des âmes ou dans la direction des consciences, qu’ils ne se risquent jamais, soit de leur propre initiative, soit qu’on les interroge, à parler d’une façon qui laisserait entendre qu’il n’y a rien à objecter de la part de la loi morale contre l’étreinte réservée ».

### Sujets connexes
- Onanisme, l’Église désignant sous ce terme toute effusion de sperme en dehors du vagin
- Mariage chrétien
- Doctrine de l'Église catholique sur la sexualité
- Méthodes naturelles de régulation des naissances
- Coït interrompu